# اسپنیش فورک (یوتا)
اسپنیش فورک (به انگلیسی: Spanish Fork) شهری در ایالت یوتا کشور ایالات متحده آمریکا است که جمعیت آن در سرشماری سال ۲۰۱۰ میلادی، ۳۴٬۶۹۱ نفر بوده‌است.